# Jan Řehula
Jan Řehula (15 novembre 1973) è un triatleta ceco.

## Palmarès
- Olimpiadi
  - Sydney 2000: bronzo
- Ironman 70.3
  - Putrajaya - 2009